# One Piece
Pour les articles homonymes, voir Piece.
Autre
One Piece (ワンピース, Wan Pīsu) est un shōnen manga créé par Eiichirō Oda. Il est prépublié depuis le 22 juillet 1997 dans le magazine hebdomadaire Weekly Shōnen Jump, puis regroupé en tankōbon aux éditions Shūeisha depuis le 24 décembre 1997. En juillet 2025, 112 tomes sont publiés au Japon. La version française est publiée en volumes reliés depuis le 1er septembre 2000 par Glénat, et 109 volumes sont commercialisés en avril 2025. Depuis le 26 septembre 2021, la version française est prépubliée simultanément avec la version japonaise sur les plates-formes en ligne Manga Plus et Glénat Manga Max.
L'histoire suit les aventures de Monkey D. Luffy, un garçon dont le corps a acquis les propriétés du caoutchouc après avoir mangé par inadvertance un fruit du démon. Avec son équipage de pirates, appelé l'équipage de Chapeau de paille, Luffy explore Grand Line à la recherche du trésor ultime connu sous le nom de « One Piece » afin de devenir le prochain roi des pirates.
Les droits de la série sont acquis par la société Toei Animation qui adapte le manga en anime, diffusé au Japon chaque dimanche depuis 1999 et comptant plus de 1 100 épisodes en avril 2024. Dans les pays francophones, les droits de l'anime sont possédés par Kana Home Video. Il est disponible sur les plates-formes de streaming Anime Digital Network, Crunchyroll, Netflix, Prime Video et Paramount+. Il est aussi diffusé sur les chaînes J-One, Game One et MCM. La licence compte également quinze films d'animation, plusieurs épisodes spéciaux et OAV, quatre romans, plus de cinquante jeux vidéo, et une série live est diffusée en août 2023.
One Piece est le manga le plus vendu au monde et la série la plus vendue au monde dessinée par un seul auteur. Le tirage total des tomes s'élève à 516,5 millions d'exemplaires en août 2022, avec 416,5 millions d'exemplaires au Japon et 100 millions d'exemplaires dans le reste du monde (60 pays). En France, la série est devenue leader du marché en 2011 et s'est vendue à plus de 28,2 millions d'exemplaires depuis sa sortie.

## Trame

### Scénario
L'histoire de One Piece se déroule dans un monde fictif dominé par les océans, où certains pirates aspirent à une ère de liberté et d'aventure connue comme « l'âge d'or de la piraterie ». Cette époque fut inaugurée à la suite des derniers mots prononcés par le roi des pirates, Gol D. Roger, surnommé Gold Roger avant son exécution. Roger annonce au monde que ses habitants étaient libres de chercher toutes les richesses qu'il avait accumulées durant sa vie entière, le « One Piece. »
Vingt-deux ans après l'exécution de Roger, l'intérêt pour le One Piece s’effrite. Beaucoup y ont renoncé, certains se demandent même s'il existe vraiment. Même si les pirates sont toujours une menace pour les habitants, la Marine est devenue plus efficace pour contrer leurs attaques sur les quatre mers : East Blue, North Blue, West Blue et South Blue. Pourtant, ce changement n'a pas dissuadé Monkey D. Luffy, un jeune garçon, de vouloir devenir le successeur du légendaire Roger. Il va ainsi partir à l’aventure en se donnant comme premier objectif de créer un équipage afin de rejoindre la mer de Grand Line, où la fièvre de la « grande vague de piraterie » continue de sévir, et où de nombreux grands noms de la piraterie sont à la poursuite du One Piece, supposé être sur la dernière île de cette grande mer, Laugh Tale (orthographe voulue par Oda).
Luffy part à l'aventure après sa rencontre avec Shanks le Roux, le capitaine d'un navire de pirates qui a passé un an dans son village et l'a sauvé d'un monstre marin en sacrifiant son bras gauche. Depuis, Luffy porte le chapeau de paille qu'il lui a offert pour marquer sa promesse de devenir un grand pirate. Ce chapeau deviendra donc le symbole de son équipage. C'est à cette époque qu'il mange un fruit du démon que détenait Shanks : le fruit du Gum Gum, qui rend son corps élastique. Les fruits du Démon une fois mangés donnent des capacités spéciales à leur détenteur, mais il perd par la même occasion toutes ses forces lorsqu'il est immergé dans l'eau de mer, c'est une malédiction. Luffy et son équipage feront de nombreuses rencontres qui renforceront leur amitié et élargiront leur équipage. Mais ils devront se confronter aux équipages pirates prônant violence et pouvoirs, ainsi qu'à la Marine et ses soldats, garants de la justice.

### Personnages
One Piece possède son propre univers et met en scène une multitude de personnages hétérogènes. L'auteur accorde un soin particulier à la personnalité, l'aspect physique et l'histoire de ses personnages, même secondaires. Plusieurs groupes se distinguent.

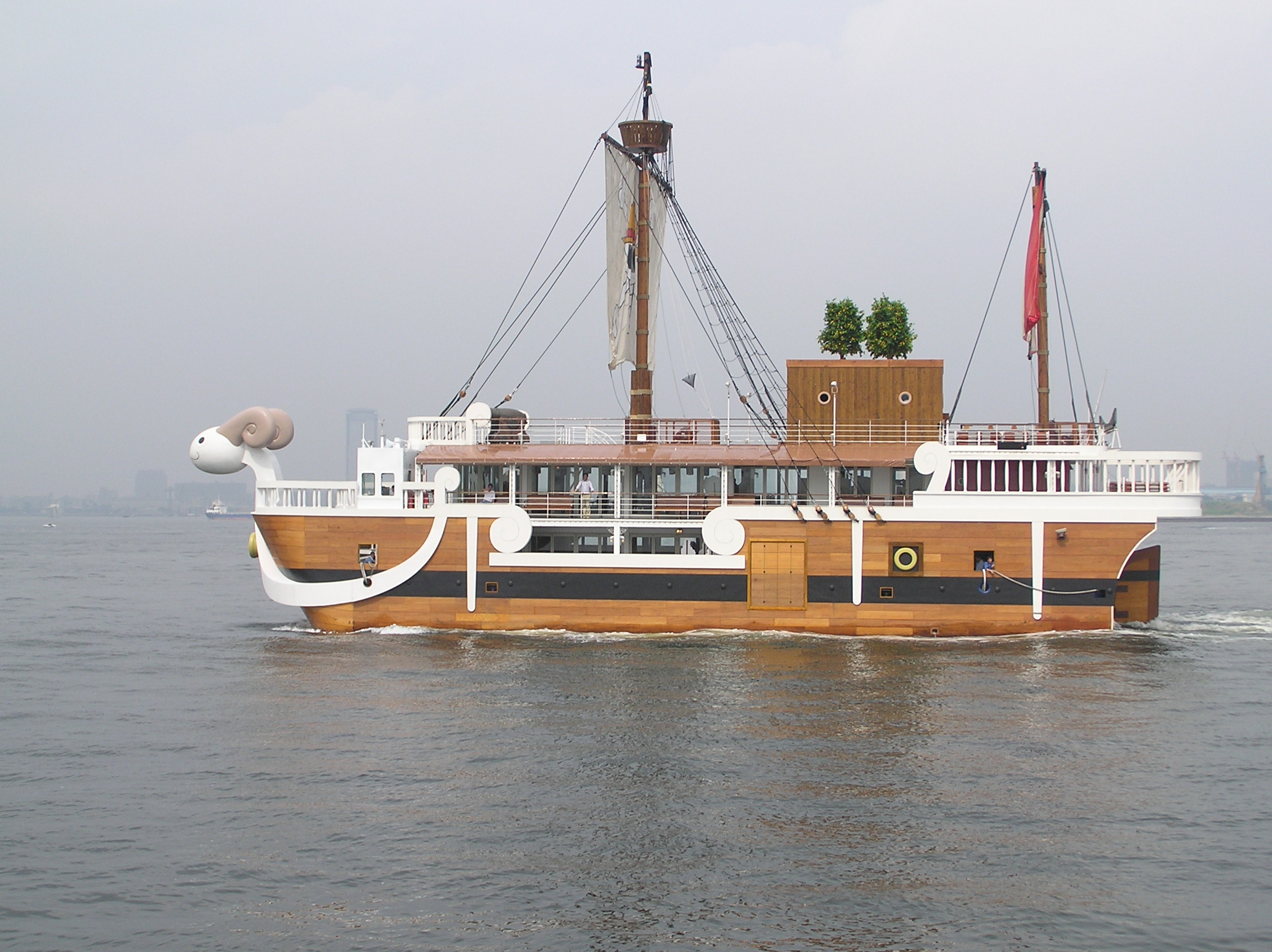
Reproduction grandeur nature du Vogue Merry, premier navire des principaux protagonistes.

D'abord les pirates. Éparpillés aux quatre coins du monde, ils sont de tous niveaux et possèdent chacun leurs équipages. Certains pirates ont des équipages de quelques hommes, d'autres possèdent des flottes entières. Ils sont souvent recherchés et leurs têtes mises à prix, le montant de la prime définit leur niveau de danger pour la Marine et le Gouvernement Mondial. Ensuite, la Marine. Elle a une organisation hiérarchisée. Elle est dirigée par des amiraux et sa mission consiste à protéger la paix et les civils. Elle met un point d'honneur à poursuivre et enfermer les pirates. Les rapports entre la Marine et les pirates, bien que conflictuels, sont loin d'être manichéens. En dehors des pirates et de la Marine évoluent d'autres personnages comme par exemple les chasseurs de primes, qui sont aussi à la poursuite des pirates et les capturent pour toucher la prime versée par la Marine.
L'histoire suit principalement l'équipage de Chapeau de paille, mené par son capitaine Monkey D. Luffy, un jeune homme ayant mangé, enfant, sans le savoir, le fruit du Gum Gum qui lui permet d'étirer ses membres, et dont le rêve est de devenir le Roi des pirates,. Il est par la suite rejoint par le sabreur à trois sabres Roronoa Zoro, qui nourrit le rêve de devenir le meilleur sabreur du monde, le tireur d'élite couard Usopp, qui aspire à devenir un grand et vaillant guerrier des mers, le galant cuisinier Sanji, qui souhaite découvrir All Blue, la navigatrice Nami, experte en cartographie et météorologie, qui veut cartographier le monde, le renne et médecin de bord ayant mangé le fruit de l'humain Tony-Tony Chopper, l'historienne qui souhaite décrypter le Rio Ponéglyphe et découvrir l'histoire du « siècle oublié », Nico Robin, ayant mangé le fruit de l'éclosion (qui lui permet d’éclore chaque partie de son corps où elle le souhaite), l'ingénieur cyborg Franky, le pirate musicien ressuscité à l'état de squelette ambulant, Brook, ayant mangé le fruit de la résurrection, et le timonier Jinbe, ancien membre de l'ordre des Sept Grands Corsaires.
À noter que les noms de plusieurs personnages sont présentés « à la japonaise », soit le nom avant le prénom : Monkey D. Luffy, Nico Robin, Vinsmoke Sanji, Gol D. Roger, Marshall D. Teach ou encore Don Quijote Doflamingo.

### Géographie

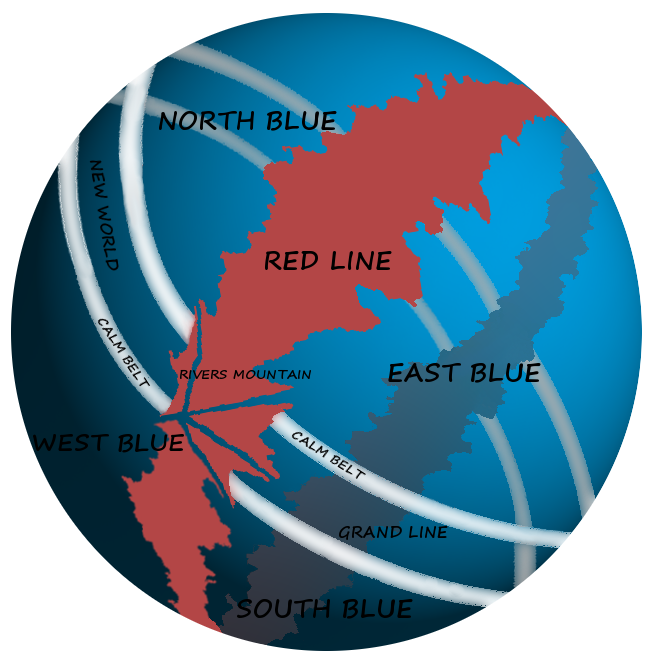
Schéma du monde de la franchise.

Le monde de One Piece est essentiellement marin. Il s'agit d'une planète divisée en quatre océans par un continent montagneux (Red Line) reliant les deux pôles et un océan équatorial, à la manière d'une croix. Cinq océans y sont donc dénombrés incluant East Blue (où commence l’aventure), North Blue, West Blue, South Blue et Grand Line (aussi appelée La Route de tous les Périls ; qui est elle-même divisée en deux parties par Red Line : la deuxième partie portant le nom de Nouveau Monde), l'océan équatorial. Grand Line est elle-même entourée de deux zones maritimes portant le nom de « Calm Belt » : dans ces zones sans vent, résident les Rois des mers, des monstres marins géants. Il est quasiment impossible de rejoindre Grand Line à partir d'un des quatre océans du fait de ces deux ceintures naturelles.
Grand Line est un océan atypique (délimité non par des terres, mais par les Calm belts) qui fait le tour du monde au niveau de l’équateur. Le moyen le plus simple pour y pénétrer est une montagne (Reverse Mountain) qui se situe sur Red Line. Son climat est très variable — tempête de neige et canicule pouvant se succéder sans logique apparente. De plus, de redoutables monstres marins y vivent, rendant impossible la navigation sans granit marin. C’est au « bout » de grand line, sur l'île de Laugh Tale (orthographe voulue par Oda), que le Seigneur des Pirates, Gol D. Roger, aurait caché le One Piece, ce qui en fait l’océan le plus dangereux du monde à cause des pirates redoutables et de la Marine. De nombreuses îles parsèment cette mer avec des environnements et des architectures très différents,, toujours à cause du climat instable. Par exemple, Drum est une île nordique, Alabasta, juste à côté, est un royaume aride et désertique et Water Seven est inspirée de Venise. Il convient de noter qu’aucune boussole ne peut fonctionner sur Grand Line, et que le seul moyen viable de navigation est ce que l’on appelle un Log Pose : ce dernier indique toujours la prochaine île la plus proche sur la route. Il est donc impossible — en tous les cas difficile — de choisir sa route, sauf grâce à une autre sorte de Log pose, l'Eternal pose qui, contrairement à l'autre, n'indique qu'une seule île.

### Histoire et géopolitique

Emblème du Gouvernement mondial.

Outre ses conditions de vie, ce sont surtout ses habitants qui rendent cette mer si dangereuse. En effet, trois groupes la dominent : d'abord le Gouvernement mondial, dont la force s’appuie sur la Marine, puis les quatre Empereurs du Nouveau Monde (Yonkou en japonais), pirates très réputés et puissants dont font partie Barbe Noire, Shanks le Roux, Kaido, Big Mom, et anciennement Barbe Blanche et enfin les sept Grands Corsaires (Shichibukai) qui étaient de puissants pirates ayant contracté un accord d'immunité/non agression avec la Marine avant l'abolition de l'ordre, entraînant un déséquilibre entre les Trois Grands Pouvoirs.
Les rapports de force étant à peu près identiques, ces « puissances » se partagent Grand Line en deux : la première partie pour la Marine et les Corsaires et la seconde (appelée le Nouveau Monde, ou Shin Sekai) pour les quatre Empereurs,. Il faut aussi noter la rébellion menée par Dragon contre le Gouvernement mondial et au sujet de laquelle les informations restent encore floues.

### Objets

Log Pose.

Les objets sont l'un des éléments caractéristiques marquants du manga, comme notamment l’escargophone, un escargot muni d'un réseau de communication ou l'escarméra, escargot muni d'une caméra. La trame fait également part de trains aquatiques de Water Seven (un train roulant sur l’eau) dont l'architecte qui les a créés se fait exécuter pour avoir construit le bateau du célèbre roi des pirates, les immenses navires d'équipages, mais aussi les plus petits, les vélos-bulles de savon de l’archipel Sabaody.

## Manga

### Origine et écriture

Logo original du manga et de l'anime.

À l'époque, en tant qu'assistant de Nobuhiro Watsuki, Eiichiro Oda crée ses premiers projets pour One Piece en 1996. De là, deux one shots intitulés Romance Dawn sont distribués ; le titre sera d’ailleurs utilisé dans les titres du premier chapitre et du premier volume de la série,. Ces deux récits mettent notamment en scène le personnage de Luffy, ainsi que divers autres éléments qui seront réutilisés dans la série. La première histoire est publiée en août 1996 dans un numéro spécial du Weekly Shōnen Jump (il est aussi inclus dans le volume One Piece Red), et la seconde dans le 41e numéro du Shonen Jump, toujours en 1996 (puis réimprimée en 1998 avec le recueil Wanted! d’Eiichirō Oda). L’auteur prévoyait à l’origine de dessiner son manga sur cinq ans ; il connaît d’ailleurs déjà la fin qu’il veut écrire, mais la série s'avère finalement plus longue que prévu et les plannings s’en sont retrouvés caducs – ce qui ne déplaît d’ailleurs pas à Oda. Ce dernier déclare néanmoins en juillet 2010 que la fin sera quoi qu’il arrive celle qu’il avait prévue à l’origine, peu importe le nombre d’années nécessaires pour y parvenir. Dans les « questions que tout le monde se pose » du volume 54, il déclare aussi que la série n’en est qu’à sa moitié et on apprend que One Piece durerait « encore 10 ans ». Étant donné la parution régulière de la série, ces deux informations données par l'auteur correspondent à une fin à un peu plus de 100 tomes, mais cela peut probablement encore changer. La structure narrative du manga s'organise autour de cycles narratifs baptisés « sagas », subdivisés en arcs narratifs dénommés « arcs ».
L'un des points centraux du manga est constitué des fruits du démon. Lorsqu’il doit en imaginer un nouveau, Oda réfléchit à ce qui pourrait combler un désir humain ; il ajoute aussi qu’il préfère ne pas dessiner ces fruits si ce n’est pas nécessaire (c’est-à-dire s’ils ne jouent aucun rôle particulier comme appâter son possesseur). Quant aux noms des attaques, ce ne sont que des sortes de calembours sur des kanjis ayant plusieurs sens suivant le contexte. Celles de Luffy, Nami, Sanji, Chopper, Robin et Franky sont aussi mélangées avec des langues étrangères (anglais, français, espagnol, italien) et celles de Zoro ne sont ni plus ni moins que des blagues : par exemple, certaines paraissent effrayantes à première vue, mais se rapportent étrangement à la nourriture une fois prononcée à haute voix. Dans l’anime cependant, Eisaku Inoue, le directeur de l’animation, admet que ces jeux de mots sur les kanjis n’y sont guère retranscrits (propos que nuancera le réalisateur en affirmant que l’anime est vraiment très proche du manga). Enfin, Eiichirō Oda se dit « très exigeant » concernant les traductions en langues étrangères, en donnant par exemple des indications sur les onomatopées.

### Publication

Logo français du manga.

La publication de One Piece débute au Japon le 22 juillet 1997 dans le numéro 34 du magazine hebdomadaire Weekly Shōnen Jump de la maison d'édition Shūeisha. Le premier tankōbon est publié en décembre 1997 et 112 volumes sont sortis en juillet 2025. En janvier 2021, le 1000e chapitre est prépublié dans le Weekly Shonen Jump et en septembre 2021, le 100e volume est commercialisé. Les couvertures de chapitre sont habituellement accompagnées d'une vignette dessinée par Oda. Elles relatent généralement l'histoire d'un ou plusieurs personnages apparus dans la série. Le premier tome, intitulé Les aventures de la bande à Baggy, est commercialisé entre 1998 et 1999 ; en 2022, cette série compte 25 tomes.
Depuis le 15 juin 2012, Shueisha publie les volumes en version colorisée uniquement en version numérique, disponibles à l'achat dans l'application Jump Store.
La version française est adaptée et distribuée par Glénat depuis septembre 2000. En avril 2025, la série compte un total de 109 volumes parus. L'éditeur publie également les mangas dans d'autres pays francophones dont la Belgique, la Suisse et le Canada (principalement le Québec)[réf. nécessaire]. Alors que les premiers volumes édités par Glénat sont dans le sens de lecture occidental, le seizième tome marque le passage au sens de lecture japonais. La faute en reviendrait à un désaccord entre Shūeisha et Eiichirō Oda. Par la suite, les quinze premiers tomes ont été réédités pour entrer en accord avec cette nouvelle politique. En juillet 2013, à la suite d'un procès avec le traducteur Sylvain Chollet, Glénat décide de refaire la traduction du manga. Les techniques de combat, les noms de lieux, les noms des personnages, jusqu'alors francisés, sont retraduits pour une consonance plus proche de la version originale. Cette nouvelle traduction se traduit par une nouvelle édition reconnaissable à la couleur jaune utilisée pour les numéros de tome. L'ancienne édition se termine au tome 66 et l'ensemble des tomes sortis jusque-là sont réédités. En 2019, une polémique éclate sur Internet à la suite de la parution du tome 89, où de nombreuses traductions déplaisent aux lecteurs malgré la nouvelle édition (tels que la traduction du nom de Charlotte Dent-de-chien ou la phrase que ce dernier prononce au moment de sa défaite). Glénat répond publiquement aux fans sur son site Internet et adapte le manga avec une traduction plus proche de la version japonaise dans les tomes suivants. Depuis le 26 septembre 2021, la version française est prépubliée simultanément avec la version japonaise sur Manga Plus et la plateforme en ligne de Glénat, Glénat Manga Max. En décembre 2021, le 100e volume est commercialisé.
Phénomène d’ampleur nationale au Japon, le succès du manga s'étend en dehors de ses frontières. One Piece est édité dans plus d'une dizaine de pays à travers le monde et son succès est grandissant. Dans les pays nordiques, il est édité par Schibsted en Norvège, Bonnier Carlsen en Suède, et par Sangatsu Manga en Finlande ; le Danemark et l'Allemagne partagent le même éditeur qui est Carlsen Comics. En Espagne, il est édité par Planeta DeAgostini Comics, et en Italie par Star Comics. Dans les pays anglophones comme au Royaume-Uni, il est édité et publié par Gollancz Manga ; aux États-Unis et au Canada, c'est VIZ Media qui s'occupe de la traduction du manga et de l'anime.
Début 2020, en raison de la pandémie de Covid-19, le rythme de parution des chapitres dans le Weekly Shonen Jump est ralenti à cause des restrictions sanitaires qu'Eiichirō Oda et le journal mettent en place. Le rythme retourne à la normale à la fin de l'état d'urgence au Japon. Le manga est mis en pause durant un mois, du 27 juin au 25 juillet 2022, afin de permettre à Oda de se préparer pour les 25 ans de la série mais également pour l'écriture de la dernière partie du manga.
| Sagas                        | Arcs     | Tome de début | Tome de fin   | Chapitre de début | Chapitre de fin | Épisode de début | Épisode de fin |
| ---------------------------- | -------- | ------------- | ------------- | ----------------- | --------------- | ---------------- | -------------- |
| Saga East Blue               |          |               |               |                   |                 |                  |                |
| Arc Romance Dawn             | Tome 1   | Tome 1        | Chapitre 1    | Chapitre 7        | Épisode 1       | Épisode 3        |                |
| Arc Village d'Orange         | Tome 1   | Tome 3        | Chapitre 8    | Chapitre 21       | Épisode 4       | Épisode 8        |                |
| Arc Village de Sirop         | Tome 3   | Tome 5        | Chapitre 22   | Chapitre 41       | Épisode 9       | Épisode 18       |                |
| Arc Baratie                  | Tome 5   | Tome 8        | Chapitre 42   | Chapitre 68       | Épisode 19      | Épisode 30       |                |
| Arc Arlong Park              | Tome 8   | Tome 11       | Chapitre 69   | Chapitre 95       | Épisode 31      | Épisode 44       |                |
| Arc Loguetown                | Tome 11  | Tome 12       | Chapitre 96   | Chapitre 100      | Épisode 45      | Épisode 53       |                |
| Saga Alabasta                |          |               |               |                   |                 |                  |                |
| Arc Reverse Mountain         | Tome 12  | Tome 12       | Chapitre 101  | Chapitre 105      | Épisode 62      | Épisode 63       |                |
| Arc Whiskey Peak             | Tome 12  | Tome 13       | Chapitre 106  | Chapitre 114      | Épisode 64      | Épisode 67       |                |
| Arc Little Garden            | Tome 13  | Tome 15       | Chapitre 115  | Chapitre 129      | Épisode 70      | Épisode 77       |                |
| Arc Île de Drum              | Tome 15  | Tome 17       | Chapitre 130  | Chapitre 154      | Épisode 78      | Épisode 91       |                |
| Arc Alabasta                 | Tome 17  | Tome 24       | Chapitre 155  | Chapitre 217      | Épisode 92      | Épisode 130      |                |
| Saga Île céleste             |          |               |               |                   |                 |                  |                |
| Arc Jaya                     | Tome 24  | Tome 25       | Chapitre 218  | Chapitre 236      | Épisode 144     | Épisode 152      |                |
| Arc Skypiea                  | Tome 26  | Tome 32       | Chapitre 237  | Chapitre 302      | Épisode 153     | Épisode 195      |                |
| Saga Water Seven             |          |               |               |                   |                 |                  |                |
| Arc Long Ring Long Land      | Tome 32  | Tome 34       | Chapitre 303  | Chapitre 321      | Épisode 207     | Épisode 219      |                |
| Arc Water Seven              | Tome 34  | Tome 39       | Chapitre 322  | Chapitre 374      | Épisode 229     | Épisode 263      |                |
| Arc Enies Lobby              | Tome 39  | Tome 44       | Chapitre 375  | Chapitre 430      | Épisode 264     | Épisode 312      |                |
| Arc Post-Enies Lobby         | Tome 45  | Tome 46       | Chapitre 431  | Chapitre 441      | Épisode 313     | Épisode 325      |                |
| Saga Thriller Bark           |          |               |               |                   |                 |                  |                |
| Arc Thriller Bark            | Tome 46  | Tome 50       | Chapitre 442  | Chapitre 489      | Épisode 337     | Épisode 381      |                |
| Saga Guerre au Sommet        |          |               |               |                   |                 |                  |                |
| Arc Archipel des Sabaody     | Tome 50  | Tome 53       | Chapitre 490  | Chapitre 513      | Épisode 385     | Épisode 405      |                |
| Arc Amazon Lily              | Tome 53  | Tome 54       | Chapitre 514  | Chapitre 524      | Épisode 408     | Épisode 417      |                |
| Arc Impel Down               | Tome 54  | Tome 56       | Chapitre 525  | Chapitre 549      | Épisode 422     | Épisode 452      |                |
| Arc Marine Ford              | Tome 56  | Tome 59       | Chapitre 550  | Chapitre 580      | Épisode 457     | Épisode 489      |                |
| Arc Post-Guerre              | Tome 59  | Tome 61       | Chapitre 581  | Chapitre 597      | Épisode 490     | Épisode 516      |                |
| Saga Île des Hommes-Poissons |          |               |               |                   |                 |                  |                |
| Arc Retour à Sabaody         | Tome 61  | Tome 61       | Chapitre 598  | Chapitre 602      | Épisode 517     | Épisode 522      |                |
| Arc Île des Hommes-Poissons  | Tome 61  | Tome 66       | Chapitre 603  | Chapitre 653      | Épisode 523     | Épisode 574      |                |
| Saga Dressrosa               |          |               |               |                   |                 |                  |                |
| Arc Punk Hazard              | Tome 66  | Tome 70       | Chapitre 654  | Chapitre 699      | Épisode 579     | Épisode 625      |                |
| Arc Dressrosa                | Tome 70  | Tome 80       | Chapitre 700  | Chapitre 801      | Épisode 629     | Épisode 746      |                |
| Saga Île Tougato             |          |               |               |                   |                 |                  |                |
| Arc Zo                       | Tome 80  | Tome 82       | Chapitre 802  | Chapitre 824      | Épisode 751     | Épisode 779      |                |
| Arc Île Tougato              | Tome 82  | Tome 90       | Chapitre 825  | Chapitre 902      | Épisode 783     | Épisode 877      |                |
| Arc Rêverie                  | Tome 90  | Tome 90       | Chapitre 903  | Chapitre 908      | Épisode 878     | Épisode 889      |                |
| Saga Pays des Wa             |          |               |               |                   |                 |                  |                |
| Arc Pays des Wa              | Tome 90  | Tome 105      | Chapitre 909  | Chapitre 1057     | Épisode 890     | Épisode 1085     |                |
| Saga Finale                  |          |               |               |                   |                 |                  |                |
| Arc Egg Head                 | Tome 105 | Tome 111      | Chapitre 1058 | Chapitre 1125     | Épisode 1086    | Épisode ????     |                |
| Arc Erbaf                    | Tome 111 | Tome ???      | Chapitre 1126 | Chapitre ????     | Épisode ????    | Épisode ????     |                |

## Anime
Pour tester la popularité du manga, les studios Production I.G ont créé un OAV, celui-ci est diffusé en 1998 à la télévision japonaise. Alors que le manga s'est déjà très médiatisé et popularisé grâce à sa publication dans le Shōnen Jump, la série agrandit son public lorsque Toei Animation décide d'adapter le manga en anime.
L'anime est connu pour se rapprocher au plus près du manga (à l'exception des filler), fidélité prouvée par des illustrations en couleur de l'auteur mises en animation dans les génériques. Très fidèle au manga, elle est diffusée pour la première fois en octobre 1999 au Japon sur Fuji TV. Depuis, quasiment un épisode est diffusé par semaine. Seule la plage horaire a changé en passant de 19h le mercredi à 19h30 le dimanche, puis à 19 h, à 9 h 30 et finalement à 23 h 15. Depuis l'épisode 207, le spectateur japonais peut regarder la série en haute définition. D'abord en 720p (épisode 207 à 399), ensuite en 1080p (depuis l'épisode 400). Dans le même esprit, une remastérisation des premiers épisodes est commencée par la Toei. La diffusion de ces épisodes débute le 7 avril 2012.
Le 19 avril 2020, en raison de la pandémie de Covid-19, la diffusion de la série d'animation est suspendue à cause des restrictions sanitaires. Elle est relancée le 28 juin 2020. En mars 2022, en raison du piratage du système de la Toei Animation, la diffusion de la série animée est une nouvelle fois suspendue, avant d'être relancée le 17 avril 2022. Le 13 octobre 2024, la production annonce la suspension de la diffusion de la série animée pour six mois afin d'améliorer sa qualité. Une version améliorée de l'arc Île des hommes-poissons est diffusée chaque dimanche durant cet arrêt. La série animée est relancée le 5 avril 2025 avec un nouvel horaire à 23 h 15[réf. souhaitée].

### Diffusion en France
Les 52 premiers épisodes sont licenciés par AB Distribution pour toute la francophonie, à l'exception du Canada, afin de diffuser la série sur ses chaînes. Mais à la suite d'un désaccord entre la Toei et AB[réf. souhaitée], la licence n'est pas  renouvelée après le 52e épisode. Les épisodes de cette ancienne version ne sont plus diffusés depuis 2007 à la suite des rachats des droits par Kana Home Video. En France, cette version de la série est diffusée depuis le 6 septembre 2003 sur la chaîne de télévision Mangas, depuis le 1er avril 2005 sur la chaîne TNT NT1 et fait également un passage sur AB1. En Belgique, la version est diffusée entre juillet 2006 jusqu'à la reprise de la licence sur MCM Belgique, sur AB3 de 2003-2004 à 2007, et l'a aussi été pendant un temps sur Club RTL[réf. souhaitée].
En mars 2008, Kana Home Video obtient les droits d'édition DVD de la série pour la France, le Benelux, Andorre, Monaco, la Suisse, et les DOM-TOM pour les 143 premiers épisodes. Kana Home Video étend ses droits jusqu'à l'épisode 557, soit les 15 premières saisons. Vingt-huit coffrets DVD contenant les 355 premiers épisodes sont disponibles pour le moment. Tous les coffrets DVD de la série sont intentionnellement distribués en 4/3 par Tōei Animation en dehors du Japon. En fait, mécontente du résultat de la première version, la société japonaise Tōei commande un nouveau doublage et s'implique directement dans l'adaptation, afin de veiller à ce que le résultat soit le plus fidèle possible au manga original, et que les voix correspondent bien au caractère des personnages[réf. nécessaire]. Le doublage des 143 premiers épisodes fut réalisé en Belgique. Depuis l'épisode 144, le doublage est réalisé par le studio Lylo en France, la plupart des comédiens belges ayant doublé les personnages principaux ont repris leurs rôles, à l'exception de la voix de Robin depuis lors et Zoro et Nami depuis l'épisode 196. Les raisons de ce changement seraient dû à un problème de droit de diffusion sur les chaînes du câble et satellite à la suite d'une nouvelle loi parue en Belgique. En France, cette nouvelle version fut diffusée à partir du 26 avril 2008 sur Virgin 17, au rythme d'un épisode par jour, du lundi au vendredi à 18 h 50, puis de deux épisodes par jour à 17 h 45 du lundi au vendredi, jusqu'au 5 mars 2010. En Belgique, la série dans sa nouvelle mouture est diffusée depuis juillet 2008, d'abord sur MCM Belgique, puis, après la disparition de la chaîne, sur Virgin 17[réf. souhaitée].
À partir de 2010, la chaîne nouvellement créée Direct Star décide de diffuser jusqu'à cinq épisodes par jour, tandis que MCM profite du succès de l'anime pour diffuser deux épisodes tous les soirs. En septembre 2010, l'arc Enies Lobby est diffusé en inédit sur Direct Star ; c'est ensuite MCM qui obtient le droit des exclusivités et diffuse l'arc Thriller Bark durant l'Été 2011. Du 28 novembre au 30 décembre 2011, Direct Star diffuse les épisodes 326 à 456, inédits sur la TNT. Du 2 au 26 janvier 2012, MCM diffuse les épisodes inédits allant du 457 au 504, eux-mêmes diffusés sur Direct Star en juin 2012. En septembre 2012, cinquante-deux nouveaux épisodes (505 à 558) sont diffusés en VF sur MCM. La nouvelle chaîne D17, reprise de Direct Star, continue régulièrement à rediffuser des épisodes. En janvier 2013, MCM diffuse une petite salve d'inédits,. À partir du 29 avril 2013, D17 diffuse les épisodes inédits depuis l'épisode 505 à raison de cinq épisodes par jour du lundi au vendredi à 18 h 40 dont trois rediffusions d'épisodes de la veille et deux inédits. À partir du 6 janvier 2014, Game One diffuse la série en version française, et à partir du 5 juin 2014, J-One diffuse la série en VOST le jour suivant sa diffusion au Japon.
À partir du 23 juin 2018, la plate-forme d'anime Anime Digital Network diffuse, tous les dimanches matin, l'épisode sorti quelques heures plus tôt au Japon, avant de mettre toute la série en ligne à partir de la fin d'année 2019. À partir de mai 2019, TFX diffuse la série en version française le dimanche matin aux côtés de Dragon Ball Super et Captain Tsubasa. Depuis février 2022, l'animé est disponible sur Crunchyroll  et depuis le 15 août 2023, les épisodes sont disponibles sur le service de streaming Paramount+. Depuis le 13 janvier 2024, Netflix diffuse les nouveaux épisodes de l'arc Egg Head chaque semaine avec un épisode de décalage avec le Japon.

### Différences avec le manga

Dans les années 2000 aux États-Unis, 4Kids Entertainment se voit retirer les droits de l'anime à la suite de censures excessives.

Bien que l'anime de la Toei reste assez proche de la trame originale de l'histoire, il existe cependant quelques différences avec la version manga. Par exemple, la façon dont Zeff au pied rouge perd sa jambe. Dans l'anime, il l'arrache à l'aide d'une chaîne, alors qu'il est sous l'eau, afin de se libérer des débris d'un bateau en train de couler. Tandis que dans le manga, il mange sa jambe afin de survivre. Autre exemple, dans le manga, Akainu utilise son attaque Chien noir sur le visage de Barbe Blanche, et parvient à en arracher la moitié, tandis que dans l'anime, à la place, Akainu lance des poings de lave dont Barbe Blanche évite le dernier de justesse (il perd juste une partie de sa moustache, la même qui est partie avec son visage dans le manga), et c'est seulement après qu'Akainu utilise son Chien noir, mais ce, au niveau du ventre de Barbe Blanche. Cette modification a sûrement été faite pour éviter un choc pour les plus jeunes.
La plupart des scènes sont censurées pour pouvoir passer à la télévision. Aux États-Unis, il existe deux versions de l'anime : une licenciée par FUNimation et l'autre par 4Kids ; la version licenciée par 4Kids est censurée de toute part. Notamment, les armes à feu sont remplacées par des pistolets à eau, les cigarettes sont soit supprimées, soit remplacées par des sucettes, et « la couleur de peau d'un pirate noir est modifiée pour laisser transparaître une couleur blanche / de type métis. » Cette chaîne est par ailleurs considérée par une grande partie des téléspectateurs comme celle ayant ruiné de nombreux animes japonais dont One Piece. Après 104 épisodes, le directeur du marketing de 4Kids, Roz Nowicki, annonce l'annulation du reste de l'adaptation de l'anime. En Allemagne, les premières saisons de l'anime restent intactes jusqu'à ce que la censure prenne peu à peu de l'importance sur la chaîne RTL2.
Des différences d'un autre genre apparaissent également. Ainsi, il existe des épisodes créés par la Toei inédits au manga. Certains servent à allonger une scène de l'histoire, en faisant prendre un détour aux protagonistes par exemple. C'est ainsi qu'il existe des épisodes où les protagonistes vont aider une petite fille (Apis) et son dragon (Ryuji) à retrouver l'île aux dragons avant de se rendre sur Grand Line, ou d'autres où ils font de nombreux détours dans le désert sur le chemin de Yuba. En général, l'intérêt de ces épisodes est mineur, puisque le scénario est souvent limité par le fait qu'il ne doit pas s'écarter de l'histoire originale[réf. nécessaire]. Malgré toutes les précautions prises, il arrive parfois que des erreurs se glissent. Par exemple, Zoro coupe des chaînes d'acier dans l'épisode 59, alors qu'il est censé réaliser cet exploit pendant la bataille contre M. 1 (Daz Bones), soit 60 épisodes plus tard. D'autres, plus intéressants, retranscrivent en images les mini-aventures à suivre présentes en page de garde de certains chapitres (Les mini-aventures de Baggy rétréci, les aventures de Kobby et Hermep). Dans cette lignée, les plus intéressants sont les arcs Retour sur l'équipage, qui extrapolent sur le destin de chaque membre de l'équipage après leur séparation forcée sur l'archipel Sabaody.

### The One Piece
Le 17 décembre 2023, la production d'une nouvelle adaptation du manga One Piece par le studio Wit Studio et diffusée sur Netflix, intitulée The One Piece, est annoncée lors de la Jump Festa 2023. La première saison adaptera les événements de la saga East Blue .

### Longs-métrages
Au cours des saisons, des longs-métrages inspirés de la série One Piece ont été développés. Chaque année, lors des périodes de fête, des épisodes hors-série de One Piece sont régulièrement diffusés. Par la suite, ces épisodes spéciaux ont été intégrés à la numérotation de la série. Trois OAV (productions destinées au marché de la vidéo et du DVD) tirées de la franchise ont également été diffusées. La première s'intitule Vaincre ! Le pirate Ganzack (juillet 1998, un épisode spécial créé par les studios de Production I.G, afin de tester la popularité du manga, ce qui explique les différences de graphisme avec la version de la Tōei animation. Une autre, diffusée le 24 novembre 2008) s'intitule Romance Dawn Story, est une version animée et réadaptée du premier chapitre test de One Piece du même nom. Le dernier Strong World : Épisode 0 est diffusé le 10 avril 2010, il s'agit d'un épisode spécial collector reprenant le chapitre 0 distribué lors de la diffusion de Strong World au cinéma au Japon ; le monde de One Piece y est aperçu vingt ans auparavant.
Au total, quinze films sont recensés au Japon en date de 2022. Eiichirō Oda s'occupe personnellement du dixième film, intitulé Strong World, sorti le 12 décembre 2009. En effet, il écrit lui-même l'histoire, fait le design des personnages et fait coïncider le boss de ce film (surnommé « Lion d'or le pirate volant ») avec l'arc Impel Down, le présentant comme le premier homme échappé de la grande prison sous-marine vingt ans avant l'histoire actuelle. Le film a d'ailleurs fait un démarrage record au Japon,. L'histoire devait apparaître dans le manga, mais par manque de temps elle est finalement transposée en film. Oda s'occupe également et personnellement du douzième film intitulé Z sorti le 12 décembre 2012 au Japon.
Le dixième film bénéficie d'un traitement particulier avec un site Internet dédié et une sortie au cinéma le 24 août 2011, jour de la sortie en DVD et Blu-ray du tout premier opus. Le douzième film bénéficie lui aussi d'un site officiel afin de promouvoir sa sortie au cinéma en France le 15 mai 2013. Le onzième film, À la poursuite du chapeau de paille, ne dure que 31 minutes et est entièrement réalisé en images de synthèse. Épisode d'Alabasta : Les pirates et la Princesse du désert est un condensé, entièrement redessiné, des meilleurs passages de la quatrième saison. Épisode de Chopper : Le Miracle des Cerisiers en Hiver est censé se dérouler entre l'arc post-Enies Lobby et l'arc Thriller Bark et raconte à quoi aurait ressemblé la première rencontre de Chopper avec l'équipage du chapeau de paille après les événements du CP9. Tous ces films, à l'exception du onzième, ont été doublés en français et édités en DVD et Blu-ray par Kazé entre 2011 et 2013.

### Distribution
Au vu du nombre impressionnant d'épisodes, il n'est pas étonnant de voir que plusieurs auteurs ont signé l'adaptation française des dialogues : Anna Bararuzunza, Émilie Barbier, Julie Berlin-Sémon (16 épisodes), Vanessa Bertran, Émeline Bruley, Cécile Carpentier, Hélène Castets, Laurent Delaire, Didier Duclos, David Écosse, Cécile Favre, Emmanuel Fouquet, Marie Fuchez, Blandine Gaydon, Stéphane Guissant, Raphaële Houlette (2 épisodes), Xavier Hussenet, Aurore Lafage, Julie Leroy, Ludovic Manchette, Sébastien Manchette, Lætitia Morfouace, Christian Niemiec, Ivan Olariaga, Anthony Panetto (79 épisodes), Emmanuel Pettini, Émilie Pannetier, Flora Seeger, et Carsten Toti.
| Personnage        | Voix japonaises                 | Voix japonaises             | Voix françaises                                    | Voix françaises                                                              |
| Personnage        | Toei Animation (série et films) | Production I.G (OAV)        | De AB Productions (2004)                           | De Tōei Animation (DVD Kana Home Video) (depuis 2008)                        |
| ----------------- | ------------------------------- | --------------------------- | -------------------------------------------------- | ---------------------------------------------------------------------------- |
| Monkey D. Luffy   | Mayumi Tanaka                   | Urara Takano                | Vincent Barazzoni                                  | Stéphane Excoffier                                                           |
| Roronoa Zoro      | Kazuya Nakai                    | Wataru Takagi               | Antoine Nouel                                      | Tony Beck (002-195) Patrick Noérie (196-750) Alain Eloy (751-?)              |
| Nami              | Akemi Okamura                   | Akemi Okamura               | Naïke Fauveau                                      | Delphine Moriau (001-195) Kelly Marot (196-662) Delphine Moriau (739-?)      |
| Usopp             | Kappei Yamaguchi                | Kappei Yamaguchi            | Antoine Nouel (009-010) Marc Bretonnière (011-052) | Jean-Pierre Denuit                                                           |
| Sanji Vinsmoke    | Hiroaki Hirata                  | Hiroaki Hirata              | Antoine Nouel                                      | Olivier Cuvellier                                                            |
| Tony-Tony Chopper | Ikue Ōtani                      | Kazue Ikura                 | —                                                  | Marie Van Ermengen                                                           |
| Nico Robin        | Yuriko Yamaguchi                | Yūko Kobayashi              | —                                                  | Marcha Van Boven (067-143) Céline Melloul (144-750) Fabienne Loriaux (751-?) |
| Franky            | Kazuki Yao                      | Kazuki Yao                  | —                                                  | Bruno Magne (232-750) Martin Spinhayer (751-?)                               |
| Brook             | Yûichi Nagashima                | Yûichi Nagashima            | —                                                  | Arnaud Léonard (337-739) Maxime Donnay (751-?)                               |
| Jinbe             | Daisuke Gōri Katsuhisa Hōki     | Daisuke Gōri Katsuhisa Hōki | —                                                  | Sylvain Lemarié (430-568) Michel de Warzée (789-?)                           |

- Société de doublage : Studio SOFI (ép. 01-52), Chinkel Paris (ép. 52-143), Lylo Post-Production (ép. 144+)
- Direction artistique : Julie Basecqz et Emmanuel Liénart (ép. 1-143), Philippe Roullier (ép. 144-750), Jean-Pierre Denuit (ép. 751-?)

## Autres médias
Comme beaucoup de séries à succès, One Piece n'échappe pas aux produits dérivés, plus ou moins officiels. Cela peut aller du porte-clé au tee-shirt, et regroupant musiques et jeux vidéo. D'autres médias dérivés de la franchise incluent les cartes à collectionner, commercialisées par Bandai et nommées One Piece CCG, et un CD drama centré sur le personnage de Nefertari Vivi commercialisé par Avex Trax le 26 décembre 2002,.
Il existe plusieurs milliers de figurines tirées de la franchise. Les P.O.P (Portrait of Pirates) du fabricant Megahouse sous la licence Bandai sont parmi les principales figurines du marché, d'une taille moyenne de 25 cm, et souvent accompagnées d'accessoires et de membres interchangeables. [One Piece] Mugiwara Store, une boutique officielle spécialisée dans la vente d'item de la franchise, ouvre au Japon le 28 septembre 2012 à Tokyo, dans la périphérie de Shibuya,.

### Série télévisée
Une adaptation du manga en série télévisée par Tomorrow Studio est diffusée depuis le 31 août 2023 sur la plateforme de streaming Netflix. Marty Adelstein et Eiichirō Oda sont à la production de cette série en prise de vue réelle orientée action, aventure, piraterie et fantasy, tandis que Steven Maeda en sera le showrunner. La première saison composée de huit épisodes est basée sur la première saga du manga, East Blue. Elle retrace le recrutement des premiers membres de l'équipage des chapeaux de paille.

### Jeux vidéo
La franchise One Piece est adaptée en de nombreux jeux vidéo publiés et distribués par Bandai, devenu par la suite Bandai Namco Entertainment, sur plusieurs consoles de jeux vidéo. La série expose de nombreux types de jouabilité et plus particulièrement ceux du jeu vidéo de rôle et de combat. Le premier jeu vidéo intitulé One Piece: Mezase Kaizoku Ō! est sorti au Japon le 19 juillet 2000. En 2023, la série compte plus de 50 jeux, le dernier en date étant One Piece Odyssey sorti sur PlayStation 4, PlayStation 5, Xbox Series et Microsoft Windows.

### Musique
De nombreuses musiques sont diffusées dans l'anime, les films et jeux vidéo inspirés du manga original. Les musiques de l'anime One Piece, et de la plupart des films, sont composées par Kohei Tanaka (en) et Shirō Hamaguchi. La plupart des chansons ont été regroupées en compilations.

### Séries dérivées
Un manga dérivé intitulé Chopperman (チョッパーマン), dessiné par Hirofumi Takei avec un graphisme SD, est prépublié entre décembre 2010 et janvier 2014 dans le magazine Saikyō Jump,. Ce dérivé de One Piece est créé à partir de trois pages qu'Eiichirō Oda avait dessinées (Les aventures de Chopperman), disponible dans le databook One Piece Yellow. Le premier volume relié est sorti le 2 mai 2012 et un total de cinq volumes sont publiés. Un one shot Chopperman paraît également le 3 février 2012. Ces deux mangas sont publiés en version française par Kazé,.
Une seconde série dérivée intitulée One Piece Party, dessinée par Ei Andō avec un graphisme SD, est prépubliée à partir du 5 décembre 2014 dans le magazine Saikyō Jump. Le premier volume relié est sorti le 3 octobre 2015 et le septième et dernier tome est commercialisé le 4 février 2021. La version française est publiée par Glénat depuis novembre 2016.

### Autres

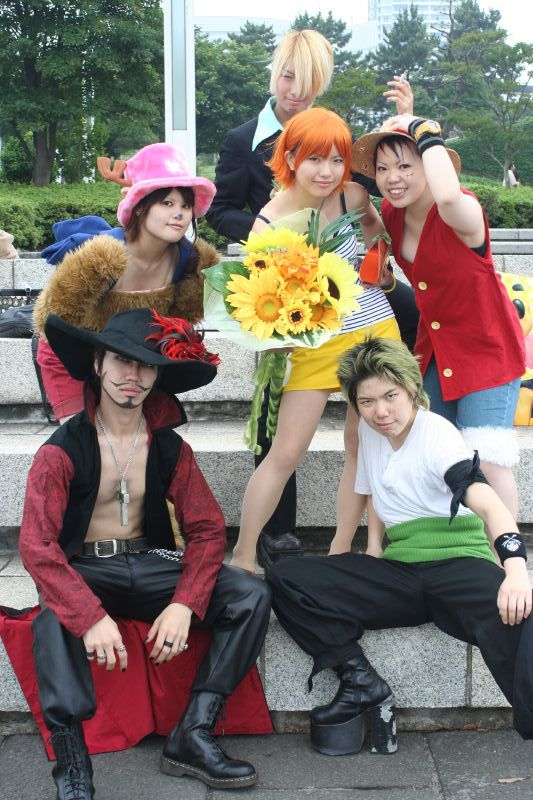
Cosplays des personnages de One Piece (de gauche à droite et de haut en bas) : Tony Tony Chopper, Sanji, Nami, Luffy, Mihawk et Zoro.

Dix artbooks et cinq guides de la série One Piece sont publiés. Le premier artbook, One Piece: Color Walk 1, est initialement commercialisé en juin 2001 au Japon et en mai 2006 en France ; le second artbook, One Piece: Color Walk 2, est initialement commercialisé en novembre 2003 au Japon et en mars 2007 en France ; le troisième, One Piece: Color Walk 3 – Lion, le 5 janvier 2006 au Japon et en mai 2012 en France ; le quatrième, One Piece: Color Walk 4 – Eagle, le 4 mars 2010 au Japon et en octobre 2012 en France ; le cinquième, One Piece: Color Walk 5 – Shark, le 3 décembre 2010 au Japon et le 17 février 2016 en France ; le sixième, One Piece: Color Walk 6 – Gorilla, le 4 janvier 2014 au Japon et le 8 mars 2017 en France ; et le septième, One Piece: Color Walk 7 – Tyrannosaurus, le 4 juillet 2016 au Japon. Le premier guidebook, One Piece: Red – Grand Characters, est initialement commercialisé le 2 mars 2002 au Japon et le 26 juin 2005 en France. Le deuxième guidebook, One Piece: Blue – Grand Data File est commercialisé le 2 août 2002 au Japon et le 23 novembre 2005 en France. Le troisième guidebook, One Piece: Yellow – Grand Elements est commercialisé le 4 avril 2007 au Japon et le 10 novembre 2009 en France. Le quatrième guidebook, One Piece: Green – Secret Pieces, est commercialisé le 4 novembre 2010 au Japon et le 10 novembre 2009 en France. Le cinquième guidebook, One Piece: Blue Deep - Characters World, est commercialisé le 2 mars 2012 au Japon et le 20 novembre 2013 en France.
Un guidebook anime, One Piece: RAINBOW!, est publié le 1er mai 2007, et présente les huit premières années de la série télévisée. Un chapitre nommé Chapitre 0 est commercialisé au Japon le 24 novembre 2009 faisant office de bonus du chapitre 565. Il montre le monde de One Piece vingt ans avant que Luffy ne devienne pirate et intronise Shiki le lion doré, l'antagoniste du film Strong World. Gold Roger y est aperçu de son vivant, ainsi que Shanks le roux, Baggy le clown et Crocus du temps où ils étaient membres de l'équipage de Gold Roger. Gecko Moria, Mihawk, Doflamingo, Boa Hancock, Montblanc Cricket, Makino, le Dr Kureha, Octo, Barbe Blanche, et bien d'autres, sont également inclus. Ce chapitre fait partie du databook One Piece Blue Deep.
D'autres médias appartenant à la franchise One Piece ont également été publiés. Ils incluent notamment One Piece Grand Paper Adventure 3D (inédit en France), un livre illustré par Eiichirō Oda. One Piece 10th Treasures (inédit en France) est un numéro spécial du Shōnen Jump entièrement consacré aux dix ans de la série One Piece. Dans ce numéro, Oda y invite ses amis mangakas à dessiner un personnage de One Piece. Cross Epoch est un crossover réalisé à l'occasion des fêtes de la fin de l'année 2006 par Akira Toriyama et Eiichirō Oda, dans lequel se mélangent les univers de One Piece et Dragon Ball. Huit chapitres bonus (appelés omake) relatant des mini-histoires loufoques de la série ont été commercialisés et diffusés dans les logbook ou les databook. Les six premiers chapitres de ces mini-aventures sont publiés en français dans le One Piece Yellow (Grands Éléments). Les chapitres 7 à 10 sont publiés dans le One Piece Green. Les cinq premiers Omake ont été adaptés en anime sous le titre de One Piece Mugiwara Theater en bonus des épisodes 279 à 283. En France, One Piece The adventure of DEAD END est commercialisé en juin 2011. Il s'agit d'un anime comics du 4e film composé de deux volumes reprenant l'histoire originale d'Eiichirō Oda. Dès septembre 2012, One Piece Gyannzak est commercialisé ; il s'agit de l'adaptation en roman d'une OAV de l'anime de One Piece diffusée en 1998 (Vaincre Ganzack le pirate) exposant les premières aventures de Luffy.
Un restaurant officiel ouvre à Tokyo, situé au septième étage du bâtiment de Fuji Television, lieu où se trouve la diffusion de l'anime : Le Baratie, bateau-restaurant aperçu dès la première saison,. Le parc à thème Tokyo One Piece Tower a ouvert le 13 mars 2015 dans la Tour de Tokyo, avant de fermer en juillet 2020.

## Chiffre et audience

### Manga
Le manga et l'anime One Piece, ainsi que tous ses médias connexes, sont bien accueillis d'une manière générale. En 2001, pour les lecteurs du magazine japonais Animage, la série se classe à la cinquième place des « anime mémorables du 21e siècle. » En juin 2002, toujours au magazine Animage, One Piece se classe à la 16e place des meilleurs nouveaux animes de 2001 et revient à la même place en 2004 dans la catégorie des « animes préférés. » Dans un sondage de 2008 diffusé par Oricon, les adolescents au Japon le choisissent comme le manga le plus intéressant. One Piece permit au magazine d'avoir ses ventes en hausse en décembre 2006 alors que celles-ci chutaient depuis onze ans.
Toujours en tête des ventes avec un nombre de tomes vendus dépassant en moyenne du triple la deuxième meilleure vente (en général 3 millions d'exemplaires par semaine contre 900 000 pour le second), le record explosera avec le volume 27 qui est longtemps resté l'œuvre la plus vendue dans l'histoire du Japon avec ses 2,63 millions de volumes vendus à la première impression jusqu'à la publication de Harry Potter et l'Ordre du Phénix. Le 56e tome sera par la suite l'occasion de franchir une fois de plus le record du manga disposant du plus grand tirage dès la première impression avec plus 2,85 millions d'exemplaires. Le tome 57 va de nouveau dépasser ce record, avec trois millions de volumes mis en vente dès la sortie, mais va également battre le record du plus gros tirage à la première impression pour un livre (toutes catégories confondues) au Japon détenu auparavant par Harry Potter et l'ordre du phénix. Ce tome va être vendu à deux millions d'exemplaires en deux semaines (dont 1,6 million la première semaine) devenant ainsi le manga à dépasser le plus rapidement les deux millions d'unités vendues. Ce record sera par la suite dépassé par le tome 60 qui se vendra à 2,09 millions d'exemplaires en trois jours. Les tomes 59, 60 puis 61 ont quant à eux dépassé le record de tirage à la première impression, avec respectivement 3,2, 3,4 et 3,8 millions de tomes. Alors que le tome 62 déroge à la règle, le tome 63 augmente encore le tirage à la première impression avec 3,9 millions de tomes, avant d'encore se faire dépasser par la sortie du tome 64 avec quatre millions de tomes. Alors que jusqu'à présent le record de nombre d'exemplaires mis en place pour un manga au Japon était de quatre millions d'exemplaires par un tome précédent de la série, ce record vient une nouvelle fois d'être battu avec la sortie du tome 67 au Japon qui est imprimé à 4,05 millions d'exemplaires,. Le soixante-troisième tome bat le record détenu par le soixantième, du plus grand nombre de volumes vendus lors de la première semaine de publication avec plus de 2,1 millions d'exemplaires écoulés en seulement quatre jours.
Depuis mars 2010 avec la parution du volume 57, chaque tome de One Piece dépasse les trois millions de ventes. Lors de la sortie du 66e tome, il se vend à 2,2 millions d'exemplaires rien que la première semaine (en quatre jours), faisant de ce soixante-sixième volume le meilleur démarrage de tous les temps pour un manga. Pour l'année 2012, One Piece reste la série la plus vendue avec 23 464 866 ventes, mais il faut noter que c'est moins bien que l'année précédente où la série s'était écoulée à 37 996 373 de tomes. Pour l'année 2013, la série s'est vendue à 18 151 599 exemplaires. Après une année 2014 en baisse (11 885 957), les ventes remontent en 2015 avec 14 102 521 de tomes écoulés. En 2017, la série est classée à la première place des ventes de mangas au Japon pour la dixième année consécutive depuis le lancement du classement Oricon.
Au 55e tome, One Piece devient la série la plus vendue dans l'histoire du manga au Japon devant Dragon Ball (avec environ 150 millions d'exemplaires) et Kochikame (avec environ 142 millions d'exemplaires),. Vendue à 185,6 millions d'exemplaires uniquement au Japon au 57e tome, c'est en 2012 la série la plus populaire du pays. Lors de la sortie du tome 65 au Japon, One Piece dépasse la barre des 260 millions d'exemplaires en circulation. Son tirage dépasse les 300 millions d'exemplaires au Japon à la sortie du tome 72 le 1er novembre 2013. En mai 2018, le tirage mondial de la série s'élève à 440 millions d'exemplaires, dont 365 millions au Japon.
En 2019, One Piece n'est pas classé à la première place des ventes de mangas au Japon pour la première fois depuis le lancement du classement Oricon. Il est classé deuxième avec 10 134 232 tomes vendus, derrière Demon Slayer (12 057 628 tomes écoulés),. La série est classée troisième du classement en 2020 avec 8 251 058 exemplaires vendus, avant de quitter le top 5 en 2021. En août 2022, il est annoncé que le tirage total de la série s'élève à plus de 516,5 millions d'exemplaires, dont 416,5 millions au Japon et 100 millions dans 60 pays autres que le Japon. Sur la période allant du 22 novembre 2021 au 20 novembre 2022, la série est classée à la quatrième place du classement Oricon des mangas les plus vendus au Japon, avec plus de 10,3 millions d'exemplaires écoulés au format physique.
En France, en mai 2011, One Piece devient, selon Glénat, le manga le plus vendu en France, et ce, depuis le quatrième mois consécutif, dépassant ainsi Naruto détenteur des meilleures ventes jusqu'à présent. One Piece est ainsi le manga le plus vendu du pays depuis 2011. L'éditeur annonce également que six millions de tomes avaient été vendus depuis la sortie du premier tome jusqu'à la fin 2010. À l'occasion de la sortie du tome 100 en décembre 2021 - dont le tirage initial s'élève à 250 000 exemplaires, un record pour un manga -, Glénat annonce que la version française s'est écoulée à 28,2 millions d'exemplaires.

### Anime
En février de l'année 2001, One Piece se place neuvième des séries télévisées préférées au Japon. Dans un sondage de 2005 sur le site Internet de la chaîne télévisée japonaise TV Asahi, One Piece est classé à la sixième place des « séries animées les plus populaires. » Il est également classé cinquième du top 100 des anime au magazine japonais Newtype de septembre 2006. En 2005, il est également classé à la 4e place du « top 100 des meilleurs animes » de la chaîne de télévision japonaise TV Asahi,.

## Récompenses
Le manga est nommé trois fois au prix culturel Osamu-Tezuka de 2000 à 2002,, avec le plus grand nombre de nominations par les fans les deux premières années. Le manga remporte le prix du meilleur shōnen à l'édition 2008 des Japan Expo Awards, ainsi que le prix du meilleur shōnen classique à l'Anime Grand Prix Français en 2008, 2009 et 2010,.
En 2012, la série reçoit le Grand Prix de l'Association des auteurs de bande dessinée japonais, à égalité avec Nekodarake Nice de Kimuchi Yokoyama.
Lors du Salon du livre 2012 à Paris, One Piece reçoit les trophées du 3e Anime et Manga Grand Prix d'AnimeLand dans la catégorie de la « meilleure série classique » et dans celle du « meilleur shōnen ». Quant à Strong World, il est récompensé au Japan Academy Prize, et nommé pour le meilleur film d'animation en 2010 ; il est également nommé trois fois lors du festival international du film d'animation d'Annecy 2010 édition no 50 incluant Cristal du long métrage, mention spéciale et prix du public (munehisa sakai). Le premier thème d'ouverture de l'anime intitulé We Are! est récompensé d'un Animation Kobe Theme Song Award en 2000.
Le 18 juin 2015, le manga entre dans le Guinness Book des records en étant la « série la plus imprimée au monde » avec un nombre de 320 866 000 exemplaires.